# Plectrotarsus tasmanicus
Plectrotarsus tasmanicus is een schietmot uit de familie Plectrotarsidae. De soort komt voor in het Australaziatisch gebied.